# Give My Love to Rose
Give My Love to Rose ist ein Country-Song von Johnny Cash, den dieser 1957 gemeinsam mit den Tennessee Two bei Sun Records unter der Produktion von Sam Phillips aufgenommen hat. Er erschien im August desselben Jahres als B-Seite der Single Home of the Blues. Cash nahm den Song mehrere Male auf; für die 2002 veröffentlichte Version erhielt er einen Grammy in der Kategorie Beste männliche Gesangsdarbietung - Country.

## Entstehung
Cash sagte, dass ihn ein Häftling aus San Quentin darum bat, eine Nachricht an seine Frau mitzunehmen, sollte er je durch seine Heimatstadt fahren. Dieses Gespräch war laut Cash die Inspiration zu dem Stück, das von einem todkranken Sträfling handelt, der nach zehn Jahren Haft entlassen wird. Er ist von San Francisco auf den Weg nach Louisiana, um seine Frau und sein Kind ein letztes Mal zu sehen, ehe er stirbt. An den Schienen der Eisenbahn bricht er zusammen, wo er von einem Fremden aufgelesen wird. Der Sträfling bittet den Mann, seiner Frau seine Liebe und ein wenig Geld zu überbringen. Der Mann willigt ein.
Cash nahm den Song bei Sun in gewohnter Manier auf; d. h., er selbst spielte die Rhythmusgitarre, Luther Perkins und Marshall Grant waren an der Lead-Gitarre bzw. am Bass zu hören. Dieses Stück war das letzte, das Sam Phillips als Produzent betreute. Danach gab er diese Arbeit an Jack Clement ab. Der Sound der Sun-Aufnahme ist sehr rau und hart. Die Rhythmusgitarre Cashs und Grants Bass klingen beinahe kratzig, und die Stimme wurde mit Hall nachbearbeitet. Ein alternatives Take mit Chören im Hintergrund wurde von Sun Records verworfen.

## Veröffentlichungen und Erfolg des Songs
Das Stück erschien im August 1957 als B-Seite der Single Home of the Blues, die in den Country-Jockey-Charts Platz 3 erreichte. In den C&W-Bestseller-Charts kam die Single (Sun 279) auf Platz 5, Give My Love to Rose schaffte es in den C&W-Jockey-Charts bis auf Platz 13.  Cash nahm den Song im Laufe seiner Karriere mehrmals auf, die Sun-Records-Version wurde außer auf dem 1960 erschienenen Album Johnny Cash sings Hank Williams (obwohl der Song nicht von Hank Williams stammt) auch auf All Aboard the Blue Train aus dem Jahr 1962 veröffentlicht.
Für folgende Alben legte Cash den Song neu auf:
- I Walk the Line (1964)
- At Folsom Prison (1968)
- American IV: The Man Comes Around (2002)

Bei der im April 1999 aufgezeichneten und ausgestrahlten Fernsehshow An All Star Tribute to Johnny Cash wurde der Song von Bruce Springsteen solo und akustisch dargeboten. Springsteen bezeichnete den Song als einen seiner Lieblingssongs von Cash.